# Деметра
Деме́тра (дав.-гр. Δημήτηρ, Δήμητρα, також Δηώ, «Мати-земля») — богиня родючості, хліборобства та шлюбу в грецькій міфології, дочка Кроноса й Реї, сестра  Зевса. В Афінах шанувалася під іменем Персефати, в Римі також називалася Керерою і Прозерпіною, як і її дочка.

## Деметра в міфах
Деметра була сестрою Зевса і в часи своєї молодості народила від нього дочку Персефону, також звану Корою, і Іакха. На весіллі Кадма з Гармонією вона закохалася в Іасіона, нащадка титанів. Вони зляглися на зораному полі, але при цьому вимазалися землею. Зевс за брудом на тілі здогадався, що відбулося, і вбив Іасіона блискавкою.
Хоча Деметра була відома як добра богиня, за зневагу до себе вона могла суворо покарати. На честь Деметри в Дотії народ пеласагів посадив священний гай. Ерісіхтон на чолі двадцяти співтоваришів осмілився зрубати священні дерева, щоб звести нове приміщення для бенкетів. Деметра явилася йому в образі жриці і спочатку ласкаво попросила покинути гай. Той у відповідь замахнувся на жрицю сокирою і тоді богиня постала перед ним у справжньому вигляді. Вона покарала Ерісіхтона тим, що його став мучити голод, який не можна було нічим втамувати. Врешті Ерісіхтон став жебраком, який їв сміття.
Крітянина Пандарея, що вкрав у Зевса золотого пса і тим самим помстився за вбивство Іасіона, Деметра нагородила, зціливши його від болю в животі. Проте Зевс знайшов його і вбив.
Найвідоміший міф про Деметру описує викрадення її дочки Персефони Аїдом. Бог підземного царства шукав собі дружину і з дозволу Зевса викрав Персефону. Після марних пошуків впродовж дев'яти днів і ночей зазвичай весела Деметра засумувала. До того ж дорогою її зґвалтував Посейдон. Тільки від Гекати вона довідалася, що та чула крик доньки. Богиня блукала в пошуках, отримуючи прихисток в деяких людей, яким потім віддячила. Десятого дня Деметра, змінивши вигляд, прибула в Елевсін, де її гостинно зустріли цар Келей і його дружина Метаніра та запропонували стати годувальницею їхнього новонародженого сина Демофонта. Їхня кульгава донька Ямба намагалася втішити Деметру непристойними віршами, а стара нянька Баубо змусила її жартома випити ячмінного відвару. Син царя Абант зауважив, як жадібно Деметра п'є, за що та обернула його на ящірку. Але зрозумівши, що вчинила надто суворо, Деметра взамін вирішила зробити Демофонта безсмертним. Коли вночі вона піднесла хлопчика до вогню, щоб спалити його смертність, зайшла Метаніра, чари зникли і Демофонт згорів. Цар мав ще трьох синів, серед яких Триптолема. Той і розповів Деметрі, що чув від брата Евмолпа, а той від Евбулея, як десять днів тому земля розверзлася і з неї виник невідомий вершник, який міцно тримав дівчину. Зрозумівши, що викрадачем був Аїд, Деметра прикликала Гекату і вони вирушили до бога сонця Геліоса, який бачив усе, що діється в світі. Вони змусили Геліоса все розповісти, після чого бог сонця зізнався, що бачив як Аїд викрав Персефону.
Деметра відмовилася після цього повертатися на Олімп і заборонила всім рослинам на світі цвісти й плодоносити, поки доньку не буде повернено. Зевс, не наважуючись говорити з богинею особисто, слав до неї різних богів з дарами, але Деметра не зважала. Врешті людям не стало чого їсти і над світом нависла загроза загибелі. Зевсу довелося послати до Аїда Гермеса з вимогою повернути викрадену. Проте Персефона могла повернутися тільки якщо доти не скуштувала їжі мертвих у підземному царстві Аїда. Бог підземного світу відпустив Персефону, та садівник Аїда Аскалаф заперечив, що Персефона з'їла там гранат, тому не може повернутися.
Коли Аїд доставив Персефону Деметрі і розповів, що вона спробувала їжі мертвих, Деметра стала ще більш похмурою. Деметра поклялася ніколи не повертатися на Олімп і лишити землю безплідною. Зевс звернувся до Реї, своєї та Аїдової матері, щоб вона переконала Деметру не виконувати погрози. Врешті їм вдалося домовитися: три місяці на рік Персефона буде дружиною Аїда і житиме з ним, а дев'ять — на землі. Гекату було поставлено довіку слідкувати за виконанням угоди. Тому відтоді щороку на три місяці Персефона спускається під землю, Деметра змушує рослини й природу змарніти і настає зима.
Деметра віддячила Триптолему, Евмолпу і Келею, а також цареві Фер Діоклу, який допомагав їй шукати доньку. Богиня навчила їх таємницям свого культу і містеріям. Триптолема додатково навчила сіяти, дала йому соху і доручила навчити землеробству інших людей. Фіталу, який прихистив її в Кефіссі, богиня подарувала фігове дерево, якого доти не знали в Греції, та показала яку користь з нього можна отримати. Аскалафа вона покарала, кинувши його в глибоку яму, яку накрила скелею. Пізніше його звільнив герой Геракл, але Деметра перетворила балакучого садівника на сову. Народ фонеатів, який прихистив богиню після зустрічі з Посейдоном також отримав нагороду — Деметра дала їм зерна різних злаків, при цьому заборонивши сіяти боби.

## Культ Деметри

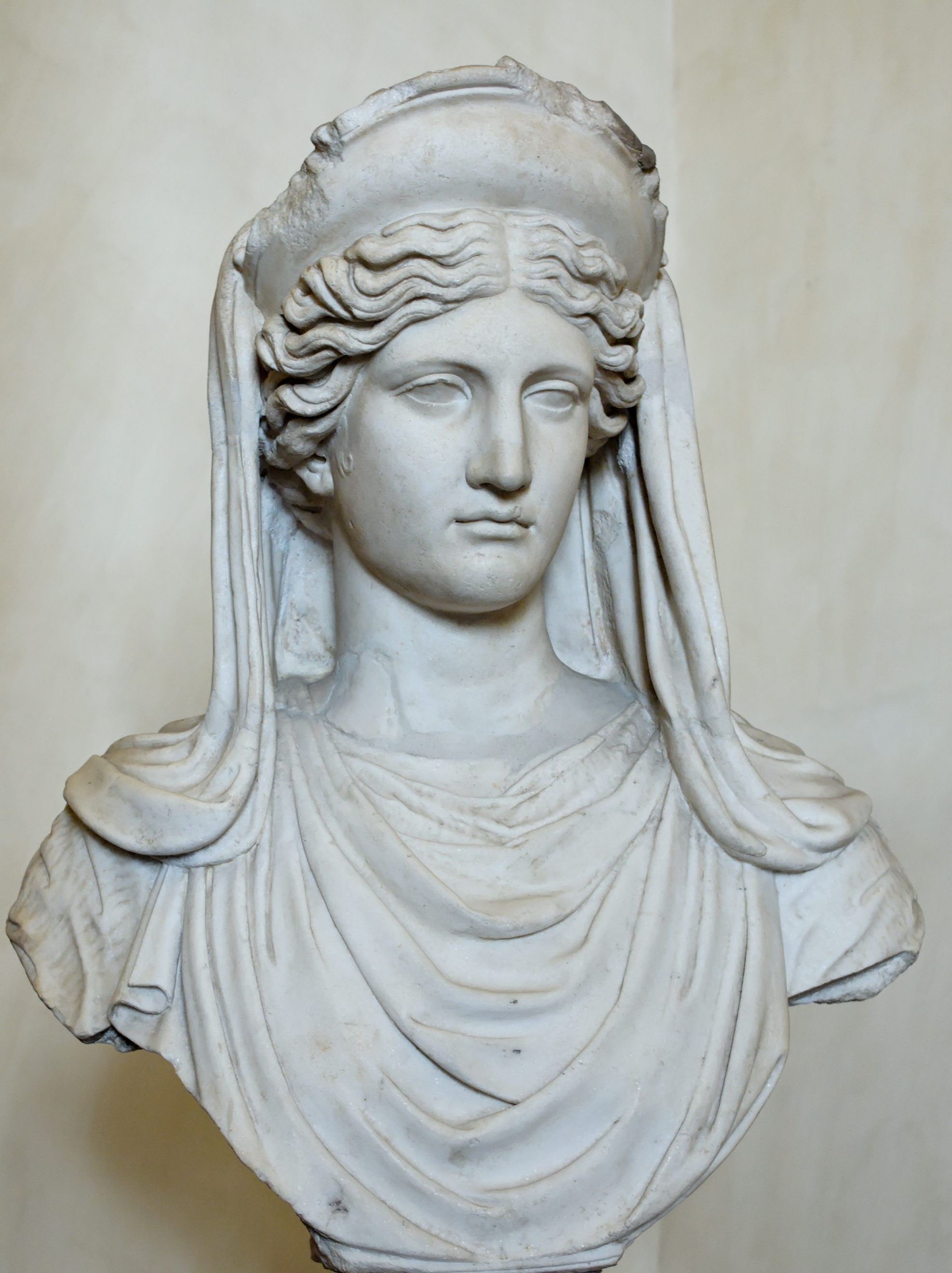
Деметра, римська копія скульптури 4 ст. до н. е.

Культ Деметри сягає сивої давнини; за Геродотом, він був поширений ще в добу пелазгів у Фессалії, Беотії, Аттиці, Мегарі, Коринфі, згодом перенесений до Сицилії, Малої Азії тощо. Коли на Пелопоннесі оселилися доряни, культ Деметри послабився, але потім знову посилився під впливом іонійців. Деметра стала об'єктом культу по всій Греції, на островах, у Малій Азії, в Римі, де її ототожнювали з Керерою (Церерою). З її ім'ям виголошували й укладали договори, а урядовці й судді, перш як посісти на свої посади, складали присягу Деметрі, в якій обіцяли дотримувати писаних законів і традицій. У жертву богині приносили биків, корів, свиней (з огляду на їхню плодючість), овочі, бджолині стільники; їй були присвячені колоски, мак, овочеві дерева тощо.
У глибоку давнину Деметру вважали богинею підземного царства і дружиною Посейдона, від якого вона народила Деспойну і коня Арейона. Стосунки Деметри з Посейдоном відбито в античному мистецтві; в Аркадії існувало прадавнє зображення Деметри з кінською головою; вона тримала в одній руці голуба, а в другій — дельфіна, оскільки в уявленні найдавніших жителів Греції вона була творцем птахів і риб, богинею всієї живої природи. Пізніше, особливо від часів Праксітеля, в мистецтві з'являється образ Деметри з м'якими й лагідними рисами, іноді з відбитком смутку за зниклою донькою. На зображеннях вона сидить на троні або стоїть з вінком колосків на голові, із серпом, смолоскипом або кошиком овочів у руках. Улюбленим сюжетом для скульпторів було спорядження Деметрою Триптолема в дорогу для поширення її культу (рельєф в Афінському музеї).
У пізнішому європейському малярстві образ Деметри відтворювали Дж. Вазарі, Я. Йордане, П. П. Рубенс. З міфом про Деметру пов'язані поетичні (Ф. Шіллер «Елевсінське свято», А. Теннісон «Деметра і Персефона») та музичні (Н. Йоммеллі «Заспокоєна Деметра») твори.

## Трактування міфів про Деметру
У міфі про злягання Деметри з Іасіоном на полі дослідники вбачають відгук часів, коли існував обряд родючості, за якого жриця зерна привселюдно злягалася з жерцем на полі. Викрадення Персефони Аїдом виникло як переказ про перехід до чоловіків початково жіночих землеробських містерій. Міф про спуск Персефони до царства Аїда свідчить про наявність обряду поховання «солом'яної баби», яку навесні відкопували, наповнену пророслим зерном.